# Disiliciure de calcium
Pour les articles homonymes, voir Siliciure de calcium.
Le disiliciure de calcium (CaSi2), aussi appelé simplement siliciure de calcium, est un composé inorganique variant en couleur de gris/blanc à noir. Bien qu'insoluble dans l'eau, il peut se décomposer dans l'eau chaude. C'est un produit inflammable, qui peut s'enflammer spontanément à l'air.
Certains fabricants de munitions (p.ex. Sellier & Bellot) fabriquent une amorce contenant du disiliciure de calcium, du styphnate de plomb et du nitrate de baryum.